# Bianca van den Hoek
Bianca van den Hoek (Soest, 28 juli 1976) is een Nederlands voormalig wielrenner. Van den Hoek reed zowel op de weg als in de cyclocross. Op de weg reed ze drie jaar voor Parkhotel Valkenburg.
In 2016 werd zij zesde op het NK veldrijden en in 2018 werd ze achtste bij de elite-vrouwen.

## Resultaten in voornaamste wedstrijden
| Jaar | Gent-Wevelgem | Ronde van Vlaanderen | Omloop Het Nieuwsblad | Le Samyn | Omloop van Borsele |
| ---- | ------------- | -------------------- | --------------------- | -------- | ------------------ |
| 2010 |               |                      |                       |          | opgave             |
| 2011 |               |                      |                       |          | 19e                |
| 2012 |               |                      |                       |          | 15e                |
| 2013 |               |                      |                       | opgave   | 29e                |
| 2014 | 95e           | 82e                  | 51e                   | 52e      | opgave             |
| 2015 |               |                      | 111e                  |          |                    |